# Sihlsee
Sihlsee är ett vattenmagasin i Schweiz. Det ligger i sin helhet i kommunen Einsiedeln i kantonen Schwyz. Sihlsee ligger 889 meter över havet. Arean är 10,72 kvadratkilometer. Det sträcker sig 8,5 kilometer i nord-sydlig riktning, och 2,5 kilometer i öst-västlig riktning.
Omgivningarna runt Sihlsee är en mosaik av jordbruksmark och blandskog.